# Huta Jabłonowa
Huta Jabłonowa – wieś w Polsce położona w województwie świętokrzyskim, w powiecie kieleckim, w gminie Łopuszno.
W latach 1975–1998 miejscowość administracyjnie należała do województwa kieleckiego.
Wierni Kościoła rzymskokatolickiego należą do parafii Wniebowzięcia Najświętszej Maryi Panny i św. Tekli w Mninie.

## Historia
Huta Jabłonowa w wieku XIX wieś włościańska w powiecie koneckim, ówczesnej gminie Pijanów parafii Mnin.

W roku 1883 Liczyła 12 domów 80 mieszkańców i 110 mórg obszaru.